# شعار أوزبكستان
شعار أوزبكستان اعتمد رسميًا في 2 يوليو 1992. وهو مشابه إلى حدّ كبير للشعار الاشتراكي السوفياتي الذي فرض على أوزبكستان قبل عام 1991.

## الرمزية
يرمز الهوما في الأساطير الأوزبكية إلى السعادة والحرية. يوجد في الجزء العلوي من الشعار رمز ربع الحزب الذي يرمز إلى وحدة الجمهورية وتأكيدها، وبداخله الهلال والنجمة اللذان يرمزان إلى الإسلام.
ترمز صورة الشمس إلى الضوء الذي ينير مسار الدولة الأوزبكية، في حين يرمز الوادي المزدهر إلى الظروف الطبيعية والمناخية الفريدة للجمهورية. النهران اللذان يمران عبر الوادي هما نهرا سيحون وجيحون اللذان يتدفقان عبر أراضي أوزبكستان.
يرمز القمح إلى ثروة وازدهار الجمهورية ويرمز القطن إلى صناعة القطن التي كانت حيوية في أوزبكستان. يرمز شريط الألوان المحيط بالقمح والقطن إلى توحيد الشعوب التي تعيش في الجمهورية.

## المعرض

شعار رئيس أوزبكستان
شعار كاراكالباكستان
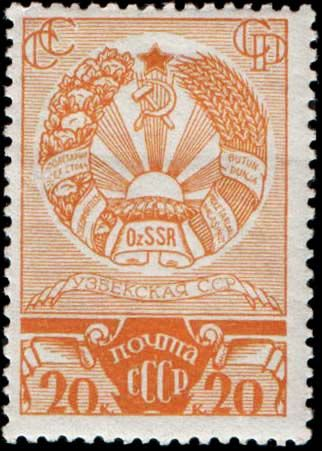
طابع سوفيتي مع شعار جمهورية أوزبكستان الاشتراكية السوفياتية